# ادواردزویل (ایلینوی)
ادواردزویل، ایلینوی (به انگلیسی: Edwardsville, Illinois) یک شهر در ایالات متحده آمریکا با جمعیت ۲۴٬۲۹۳ نفر است که در ایلی‌نوی واقع شده‌است. ادواردزویل مرکز شهرستان مدیسون می‌باشد. نامگذاری این شهر به افتخار نینیان ادواردز سناتور ایالات متحده از ایلینوی بین سال‌های ۱۸۱۸ تا ۱۸۲۴ می‌باشد که بعدها به عنوان گاورنر ایلینوی انتخاب شد.
دانشگاه ایلینوی جنوبی ادواردزویل، مرکز هنر ادواردزویل، ژورنال ادواردزویل، مقر روزنامه ادوادزویل اینتلیجنسر، هفته‌نامه مدیسون کانتی رکورد، دبیرستان ادواردزویل و دبیرستان مترو ایست لوتران در این شهر واقع شده‌اند.
ادواردزویل بخشی از ایلینوی جنوبی، منطقه مترو ایست و کلان‌شهر سنت لویس می‌باشد.
در سال ۲۰۱۰ ادواردزویل رتبه سوم ده شهر برتر برای خانواده را کسب کرد."

## موقعیت جغرافیایی
موقعیت جغرافیایی شهرها و مناطق اطراف به شرح زیر است: